# Hawthorn (Pensilvania)
Hawthorn es un borough ubicado en el condado de Clarion en el estado estadounidense de Pensilvania. En el año 2000 tenía una población de 587 habitantes y una densidad poblacional de 204 personas por km².

## Geografía
Hawthorn se encuentra ubicado en las coordenadas 41°1′14″N 79°16′27″O / 41.02056, -79.27417.

## Demografía
Según la Oficina del Censo en 2000 los ingresos medios por hogar en la localidad eran de $26,771 y los ingresos medios por familia eran $29,545. Los hombres tenían unos ingresos medios de $26,528 frente a los $20,250 para las mujeres. La renta per cápita para la localidad era de $13,146. Alrededor del 16.5% de la población estaba por debajo del umbral de pobreza.